# راهبه بدلی ۲: بازگشت به عادت
راهبه بدلی ۲: بازگشت به عادت (انگلیسی: Sister Act 2: Back in the Habit) فیلمی در ژانر موزیکال به کارگردانی بیل دوک است که در سال ۱۹۹۳ منتشر شد.

## بازیگران
- ووپی گلدبرگ
- کتی ناجیمی
- برنارد هاگز
- ماری ویکس
- جیمز کابرن
- مگی اسمیت
- وندی مکه‌نا
- مایکل جیتر
- لارین هیل
- شریل لی رالف
- جنیفر لاو هیوت
- آلانا اوباک
- بث فاولر
- برد سالیوان
- رابرت پاستریولی
- ران جانسون
- توماس گوتشالک